# Steinpackungsgrab von Mittelhausen
Das Steinpackungsgrab von Mittelhausen lag in Mittelhausen, einem Ortsteil der Stadt Allstedt im Landkreis Mansfeld-Südharz in Sachsen-Anhalt. Es wurde 1902 bei Ausgrabungen auf dem Fundplatz „Warme Riese“ entdeckt.
In etwa 20 cm Tiefe lag eine Steinpackung. Unter zwei einander zugewandten Rindern mit angehockten Extremitäten lag das gestreckte Skelett einer jungen Frau mit gekreuzten Beinen. Daneben lagen die Skelettreste eines Manns von 35 bis 40 Jahren.
Als Beigabe fand sich eine Axt mit flachkehligem Anschnitt (Nackenkammaxt?). Leider wurde keine Keramik beobachtet, so dass die kulturelle Situation problematisch bleiben muss.
Erwin Schirmer (1908–1967) vermutet, durch die Teile eines Rinderskeletts und die Bestattung des Mannes, eine Störung des Frauengrabes. Er möchte den Grabfund zur KAK stellen und vergleicht das Axtbruchstück mit einer Nackenkammaxt aus einem Grab der Kugelamphorenkultur (KAK) von Běšice (Weschitz) in Böhmen. Er verweist auch auf einen ebenfalls von der „Warmen Riese“ stammenden Kugelamphorenfund. Ulrich Fischer (1956 S. 294) ordnet das Inventar ebenfalls der KAK zu. 
Die Bestattung zweier Menschen auf Rindern (die Frau mit gekreuzten Beinen) zeigt große Übereinstimmung mit dem Walternienburger Grab von Biendorf einem Ortsteil von Bernburg. Eine Einordnung des Mittelhäuser Grabes in den Bereich der Walternienburg-Bernburger Kultur erscheint somit als gerechtfertigt. 
Mittelhausen 2 ist ein Mauerkammergrab vom selben Fundplatz, von dem wenig bekannt ist.